# Château-Thébaud
Château-Thébaud – miejscowość i gmina we Francji, w regionie Kraj Loary, w departamencie Loara Atlantycka.
Według danych na rok 2010 gminę zamieszkiwały 2862 osoby, a gęstość zaludnienia wynosiła 162 osoby/km².